# Treme
Treme (trəˈmeɪ) is een Amerikaanse televisieserie van David Simon en Eric Overmyer. De titel is ontleend aan de wijk Tremé in New Orleans. Simon is ook de bedenker van de televisieserie The Wire, waarvoor Overmyer ook enkele afleveringen schreef. Ook enkele acteurs speelden in het verleden mee in The Wire.
Het eerste seizoen werd in 2010 in Amerika uitgezonden. De pilot duurde 80 minuten, terwijl een normale aflevering zo'n 60 minuten duurt. In de proefaflevering heeft Elvis Costello een cameo en in de tweede aflevering zijn Allen Toussaint en Costello, die in 2006 samen het album The River in Reverse maakten, te zien. Treme is een productie van HBO. De belangrijkste rollen worden vertolkt door onder meer Khandi Alexander, Clarke Peters, Rob Brown, Wendell Pierce, Steve Zahn en John Goodman. De Nederlandse Michiel Huisman heeft een rol in de serie als de uit Amsterdam afkomstige straatmuzikant Sonny. Met de komst van HBO in 2012 wordt Treme ook in Nederland uitgezonden.
In 2011 en 2012 volgden een tweede en derde seizoen. In december 2013 volgde het vierde en laatste seizoen van vijf afleveringen waarin de verschillende verhaallijnen werden afgerond.

## Plot
De serie speelt zich af in Tremé, een buurt in New Orleans. Het verhaal begint in 2005, enkele maanden nadat de stad het slachtoffer is geworden van de verwoestende orkaan Katrina. De schade is enorm, zowel materieel als emotioneel. Alle inwoners proberen op hun eigen manier en met hun eigen middelen de draad terug op te pikken. Muzikanten, arbeiders, leerkrachten, Mardi Gras-indianen... allen gaan ze op zoek naar de verloren ziel van de stad. De volgende seizoenen spelen zich af in respectievelijk 2006 en 2007. Hierin volgen we het geleidelijke herstel van het leven in de stad, dat gepaard gaat met veel muziek, maar ook met (bouw)fraude en andere misstanden.

## Rolverdeling

### Hoofdrollen
- Khandi Alexander als LaDonna Batiste-Williams - Ze bezit en runt een taveerne in New Orleans. Ze was vroeger getrouwd met Antoine, met wie ze twee zonen heeft. Ze pendelt tussen New Orleans en Baton Rouge, waar ze woont met haar zonen en haar huidige echtgenoot, Larry Williams (Lance E. Nichols), een tandarts. Ze wordt door haar man onder druk gezet om naar Baton Rouge te verhuizen, aangezien ze geen banden meer heeft met New Orleans. Ze zorgde eerder voor haar bejaarde moeder, die weigerde de stad te verlaten toen ze LaDonna's jongere broer David Maurice (Daymo) probeerden te lokaliseren, die tijdens de orkaan vermist raakte.
- Wendell Pierce als Antoine Batiste - Een trombonist, constant op jacht naar zijn volgende optreden, Antoine woont bij de moeder van zijn jongste kind. Hij ziet zijn twee zonen die hij deelt met zijn ex-vrouw LaDonna zelden, deels omdat hij sinds de storm geen auto heeft en afhankelijk is van taxi's en openbaar vervoer. Hij is de frontman van zijn band, Antoine Batiste and his Soul Apostles, en heeft een parttime baan als assistent-muziekinstructeur op een plaatselijke middelbare school.
- Melissa Leo als Antoinette "Toni" Bernette - Een burgerrechtenadvocaat, ze werkt samen met LaDonna om haar vermiste broer te lokaliseren. Ze verdedigt muzikanten en mensen die worden misbruikt door het rechtssysteem in de stad. Ze is meedogenloos in haar onderzoek naar NOPD-corruptie, die het leven van zowel haar als haar dochter in gevaar brengt.
- John Goodman als Creighton Bernette (seizoen 1, gastrol seizoen 2) - Toni's echtgenoot, een professor Engels aan de Tulane University. Hij werkt aan een roman over de grote overstroming van de Mississippi in 1927 en is een gepassioneerd promotor van de cultuur van de stad. Zijn personage is ontleend aan de echte blogger uit New Orleans, Ashley Morris.
- Clarke Peters als Albert "Big Chief" Lambreaux - Een opperhoofd van de Mardi Gras-indianenstam "Guardian of the Flames", hij wordt zeer gerespecteerd in zijn gemeenschap. Nadat hij is teruggekeerd naar zijn huis en het zwaar beschadigd aantreft, verhuist hij naar de buurtbar, het oefenlokaal van zijn stam. Hij repareert de bar opdat de andere leden van zijn stam , evenals zijn zoon Delmond, terug kunnen naar  de stad.
- Rob Brown als Delmond Lambreaux - De zoon van Albert, een ervaren trompettist. Hij voelt zich meer aangetrokken tot de muziek en sfeer van New York dan die van New Orleans. Delmonds personage is gebaseerd op jazzvernieuwer Donald Harrison Jr., die Simon en Overmyer hebben ingeschakeld om te overleggen voor de serie.
- Kim Dickens als Janette Desautel - Een chef-kok die worstelt om haar restaurant open te houden terwijl ze wacht op het geld van de verzekering om haar verliezen in de orkaan te vergoeden. Davis en zij onderhouden een losse , tumultueuze relatie met Davis.
- Steve Zahn als Davis McAlary - Een vrijwillige dj op het lokale radiostation WWOZ-FM en muzikant, Davis komt uit een Uptown-familie, maar woont nu in Treme. Hij is een gepassioneerde liefhebber van New Orleans en zijn cultuur. Hij probeert voortdurend sociale verontwaardiging aan te wakkeren tegen vermeende onrechtvaardigheden.
- Michiel Huisman als Sonny Schilder - Een straatmuzikant uit Amsterdam, hij ontmoette Annie terwijl ze aan het backpacken was in Europa. Zijn drugsgebruik veroorzaakt problemen voor zowel hun professionele als persoonlijke relaties.
- Lucia Micarelli als Annie Talarico - Een klassiek geschoolde violiste, ze speelt muziek in de straten van de Franse wijk met haar vriend Sonny en werkt voor fooien.
- India Ennenga als Sofia Bernette (seizoenen 2–4, terugkerend seizoen 1) - de tienerdochter van Toni en Creighton. In seizoen drie wordt ze herhaaldelijk het doelwit van de NOPD in een poging haar moeder ervan te weerhouden onderzoek te doen naar corruptie bij de politie in New Orleans.
- David Morse als Terry Colson (seizoenen 2–4, terugkerend seizoen 1) - Een eerlijke politieagent die werkt als luitenant in ploegendienst voor de NOPD, hij is een vriend van Toni Bernette. Hij werkt in het geheim samen met de FBI om de corruptie bij de politie in zijn stad te onderzoeken.
- Jon Seda als Nelson Hidalgo (seizoenen 2-4) - Een politiek verbonden ontwikkelaar en durfkapitalist uit Dallas, hij raakt betrokken bij de vernieuwingsinspanningen in post-Katrina New Orleans.
- Chris Coy als LP Everett (seizoenen 3–4) - Een jonge verslaggever voor ProPublica die nieuw is in New Orleans, onderzoekt de verschillende misdaden die zijn gepleegd tijdens de orkaan Katrina. Het personage is gebaseerd op de echte verslaggever A.C. Thompson.

### Bijrollen
- Lance E. Nichols als Larry Williams - LaDonna's echtgenoot en tandarts in Baton Rouge. Hij dringt er bij LaDonna sterk op aan om haar bar en het huis van haar moeder in New Orleans te verkopen, zodat ze fulltime bij haar zoons en hem kan wonen.
- Phyllis Montana LeBlanc als Desiree - Antoine's eigenzinnige vriendin en moeder van zijn jongste kind. Ze vecht tegen de door de overheid gedwongen onteigening van haar bezit.
- Ntare Guma Mbaho Mwine als Jacques Jhoni - Janette's trouwe souschef. Hij wordt geconfronteerd met immigratieproblemen en raakt romantisch betrokken bij Janette.
- Davi Jay als Robinette - Een afvalverwerker die zich aansluit bij Nelson Hidalgo en helpt bij zijn sloopprojecten.
- Elizabeth Ashley als tante Mimi - Davis' flamboyante favoriete tante. Hoewel ze hecht zijn, beginnen ze ruzie te krijgen als ze samen een platenmaatschappij beginnen.
- Edwina Findley als Davina Lambreaux - de dochter van Albert en de zus van Delmond.
- Steve Earle als Harley Wyatt (seizoenen 1–2) - Een getalenteerde straatmuzikant die Annie Tee begeleidt.
- David Chang als zichzelf (seizoenen 1-3) - Een prominente restauranthouder in New York.
- Dan Ziskie als CJ Ligouri (seizoenen 2–4) - Een bankier die veel wederopbouwprojecten in New Orleans financiert. Hij treedt op als supervisor van Hidalgo in seizoen twee. In seizoen drie realiseert hij zich zijn onwetendheid over de gevoeligheden van de New Orleans-jazz en arme gemeenschappen zoals Treme. Hij huurt Delmond en Albert in om met zijn firma te overleggen wat voor soort projecten de voorkeur hebben voor de rechtelozen in Treme.
- Michael Cerveris als Marvin Frey (seizoenen 2–4) - Annie's muziekmanager.
- Hong Chau als Linh (seizoenen 2–4) - Sonny's Vietnamese vriendin met wie hij aan het einde van seizoen drie trouwt.
- Jaron Williams als Robert (seizoenen 2–4) - Een leerling in de klas van Antoine.
- Sam Robards als Tim Feeny (seizoenen 3–4) - Een restauranthouder en Janette's partner voor haar nieuwe restaurant.
- Jazz Henry als Jennifer (seizoenen 3–4) - Een leerling in de klas van Antoine die niet meer geïnteresseerd raakt in school na de gewelddadige dood van een klasgenoot.
- Taryn Terrell als Cindy (seizoen 3) - een vriendin van Nelson Hidalgo.
- Rio Hackford als Toby.

### Meespelende musici
- Tom McDermott als pianist met Annie Talarico (Lucia Micarelli) als violiste bij de muziek van Jelly Roll Morton
- Elvis Costello als toeschouwer in een bar en samen met Allen Toussaint in de studio werkend aan het album The River in Reverse
- Irma Thomas met Dave Bartholomew en Allen Toussaint in 'Time is on my side'
- Dr. John werkt mee aan een cd-project van Delmond en zijn vader
- Donald Harrison
- Trombone Shorty
- Justin Townes Earle
- Fats Domino
- Lloyd Price
- Cedric Watson
- John Boutté
- Henri Butler
- John Hiatt
- James "Sugar Boy" Crawford, de componist van Iko Iko
- Ellis Marsalis
- Terence Blanchard